# 広石村
広石村（ひろいしむら）は、兵庫県津名郡にあった村。現在の洲本市五色町広石各町にあたる。

## 地理
- 河川：鳥飼川

## 歴史
- 1877年（明治10年） - 広石下村・広石中村・広石上村・広石北村が合併して広石村となる。
- 1889年（明治22年）4月1日 - 町村制の施行により広石村が単独で自治体を形成。
- 1956年（昭和31年）9月30日 - 津名郡都志町・鮎原村・鳥飼村・三原郡堺村と合併して津名郡五色町が発足。同日広石村廃止。